# Gaj, Nowomiejski
Gaj [ɡai̯] (tiếng Đức: Gay)  là một ngôi làng ở quận hành chính của Gmina Biskupiec, trong huyện Nowomiejski, Warmińsko-Mazurskie, ở miền bắc Ba Lan. Nó nằm khoảng 5 kilômét (3 mi) về phía đông nam Biskupiec, 15 km (10 mi) về phía tây của Nowe Miasto Lubawskie và 80 km (50 mi) về phía tây nam của thủ đô khu vực Olsztyn.
Ngôi làng có dân số xấp xỉ 120.